# 檄文事件
檄文事件（法語：  Affaire des Placards）是指1534年10月17日至18日夜间，有人在巴黎以及布卢瓦、鲁昂、图尔和奥尔良等城市的公共场所張貼反天主教海報。其中一张海报被贴在弗朗索瓦一世位於昂布瓦斯城堡的卧室门上。檄文事件發生後，弗朗索瓦一世決定不再與新教徒和解。
法國當局下令，任何人被发现持有或傳播反天主教出版物或书籍，都会被起诉。 此外弗朗索瓦一世還加大對新教徒的逮捕力度，並處決了一些被懷疑支持新教的人士，其中就包括加爾文的朋友。